# منطقة باجشاور
باجشاور رمزها «BA» (بالإنجليزية: Bageshwar)‏ ، هو تقسيم إداري لدولة الهند تتبع ولاية أوتاراخند (بالإنجليزية: Uttarakhand)‏ ، مركزها هو مدينة باجشاور (بالإنجليزية: Bageshwar)‏ عدد سكانها حسب تعداد سنة 2001 هو 249,453 ، مساحتها 2,310 كم² وكثافة السكان 108 لكل كم² .